# Smithfield (Londyn)
Smithfield – obszar w centralnym Londynie, w północno-zachodniej części City of London. Jego przybliżone granice wyznaczają ulice: Charterhouse Street na północy, Farringdon Street na zachodzie, Holborn Viaduct na południu; wschodnia granica jest bliżej niezdefiniowana.
Głównym obiektem w obrębie dzielnicy jest największy w Wielkiej Brytanii hurtowy targ mięsny Smithfield Market. Znajdują się tu także kościół St Bartholomew-the-Great, będący pozostałością po XII-wiecznym klasztorze augustiańskim, oraz najstarszy londyński szpital – St Bartholomew's Hospital.

## Historia
W średniowieczu znajdowało się w tym miejscu trawiaste pole, położone tuż poza londyńskim murem obronnym. Współczesna nazwa Smithfield powstała przez zniekształcenie staroangielskiej Smethefeld, oznaczającej gładkie, równe pole. Co najmniej od XII wieku regularnie odbywały się tu targi zwierzęce o znacznej renomie, przede wszystkim koni, ale także owiec, świń i bydła.
W 1123 roku ulokowany został tutaj klasztor augustiański oraz hospicjum poświęcone świętemu Bartłomiejowi. Dziesięć lat później król Henryk I nadał mnichom prawo organizowania dorocznego, trzydniowego jarmarku, Bartholomew Fair, przychody z którego finansowały działanie klasztoru. Jarmark rozpoczynał się 23 sierpnia, w przededniu dnia świętego Bartłomieja. Tradycja kontynuowana była przez wiele wieków, także po przeprowadzonej w XVI wieku kasacie klasztorów. Pierwotnie na jarmarku odbywał się przede wszystkim handel tkaninami. Z czasem, zwłaszcza od XVII wieku, przekształcił się on w wydarzenie o charakterze rozrywkowym. Odbywały się na nim występy grup teatralnych, pokazy artystyczne, akrobacyjne, zapaśnicze i inne. Podczas trwania jarmarku nagminne były przypadki awanturnictwa i nieobyczajnych zachowań, w związku z czym po 1855 roku zaprzestano jego organizacji.
Bliskość stolicy sprawiała, że Smithfield było popularnym miejscem rozgrywania turniejów rycerskich, niejednokrotnie przy obecności panującego monarchy; w XIV wieku odnotowano w tym miejscu co najmniej trzy takie wydarzenia. Podczas powstania chłopskiego w 1381 roku Smithfield wyznaczono miejscem negocjacji między przywódcą powstańców Watem Tylerem a królem Ryszardem II. Odmowa delegacji powstańców do złożenia broni w obecności króla doprowadziła do utarczki, podczas której burmistrz Londynu, William Walworth zasztyletował Tylera.
Co najmniej od XIV do XVII wieku Smithfield było jednym z kilku miejsc w Londynie, gdzie wykonywano publiczne wyroki kary śmierci. W 1305 roku stracony został tu przez powieszenie i poćwiartowanie szkocki bohater narodowy, William Wallace. W późniejszych latach przeprowadzano egzekucje osób oskarżanych o herezję, w tym licznych męczenników katolickich i protestanckich, a także domniemanych czarownic, przez spalenie na stosie oraz innymi metodami.
W XVII i XVIII wieku Londyn rozrósł się do tego stopnia, że Smithfield, uprzednio znajdujące się na jego rubieży, ze wszystkich stron otoczone było przez zabudowę miejską. W 1615 roku pole przekształcono w brukowany plac, doprowadzono kanalizację. Nadal regularnie odbywały się tu targi zwierzęce, głównie bydła. Mieszkańcy i właściciele sklepów wzdłuż ulic wiodących na targ skarżyli się na szkody wyrządzane przez zaganiane zwierzęta oraz warcholskie zachowanie towarzyszących im poganiaczy. Na placu targowym panowały złe warunki sanitarne; zalegały na nim w dużych ilościach odchody zwierzęce oraz wnętrzności i krew zarzynanych zwierząt. W 1855 roku zaprzestano sprzedaży żywych zwierząt, którą przeniesiono na nowo otwarty Metropolitan Cattle Market w Islington. W 1868 roku ukończono budowę hali targowej zaprojektowanej przez Horace'a Jonesa, w której mieści się od tej pory hurtowy targ mięsny Smithfield Market.

## Galeria

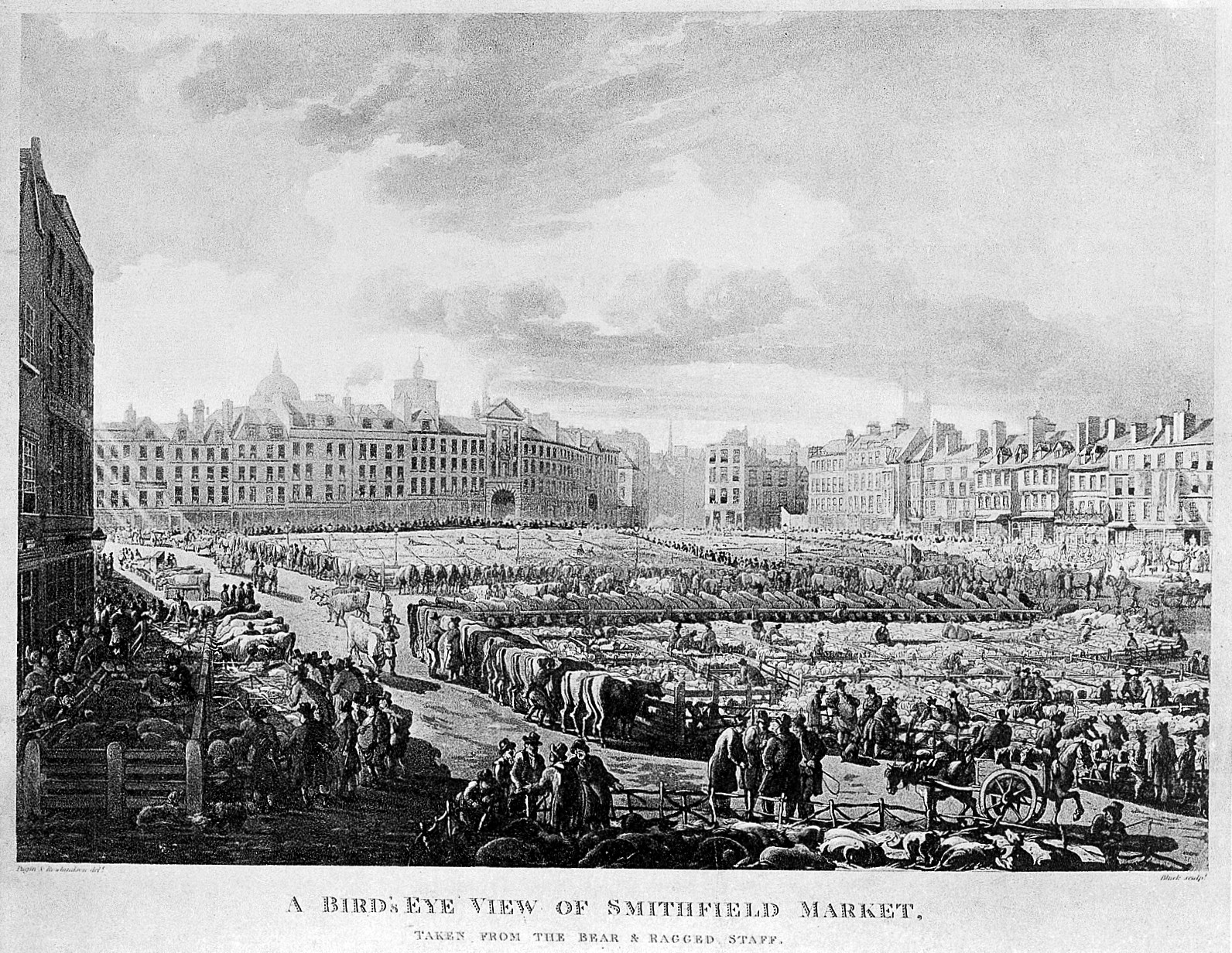
Targ zwierzęcy w XIX wieku
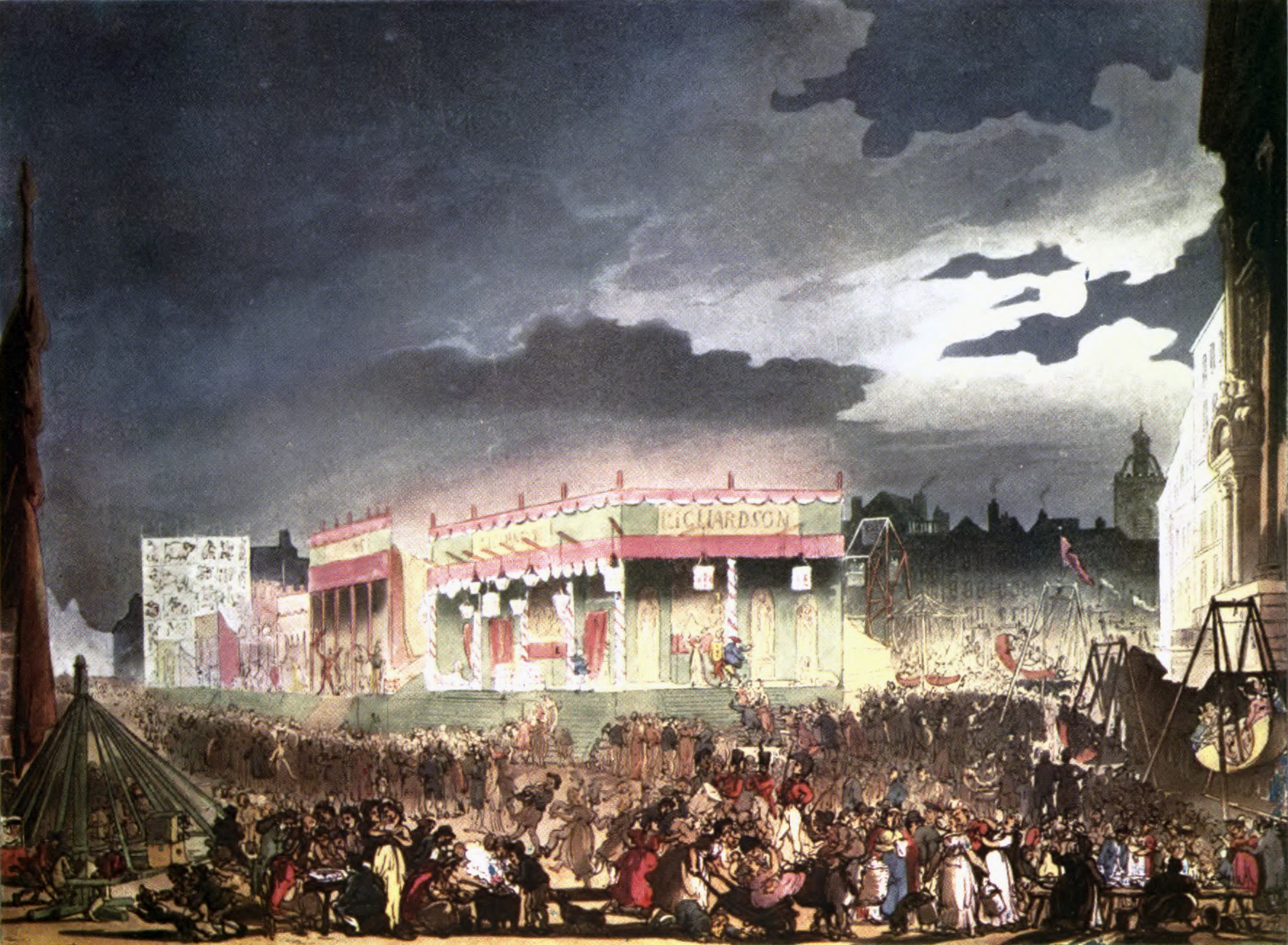
Jarmark Bartholomew Fair(inne języki) na ilustracji z 1808 r.
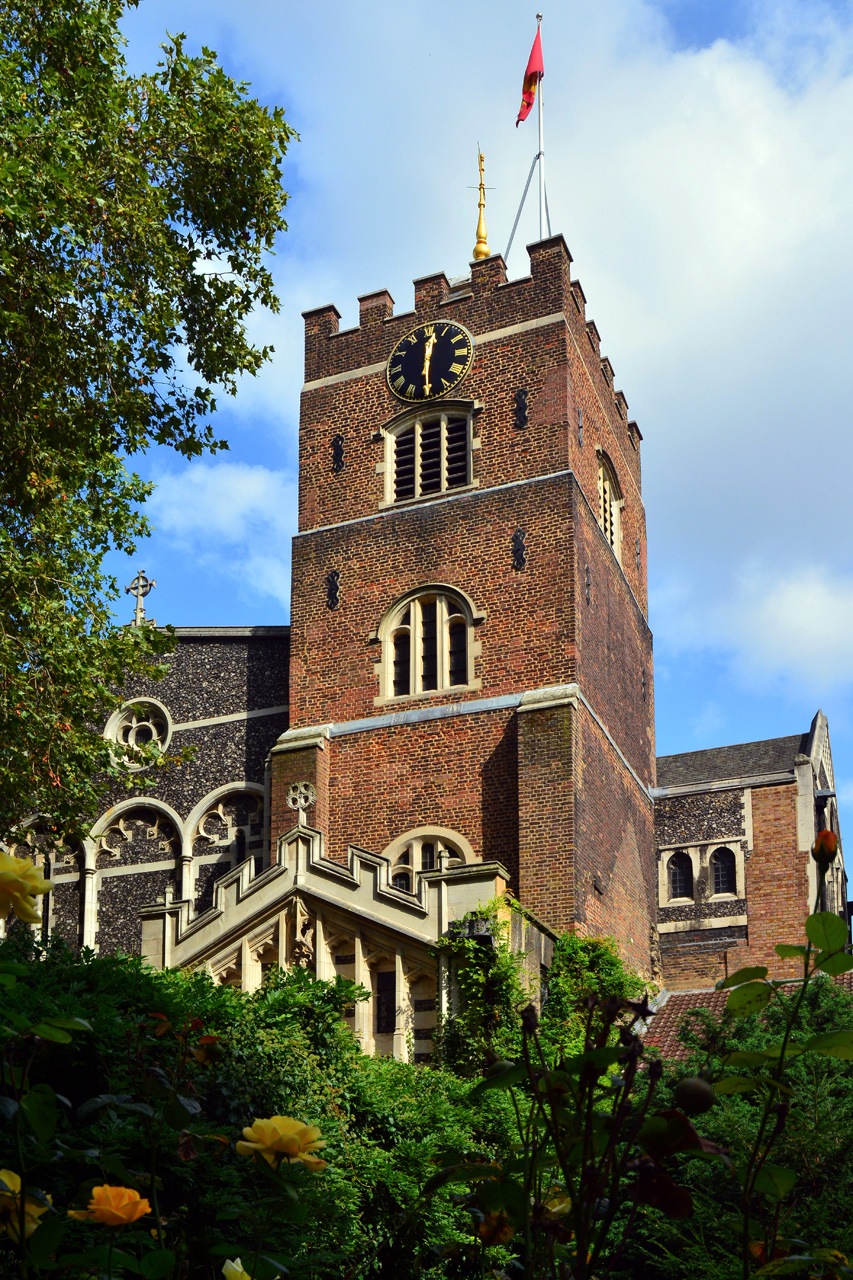
Wieża kościoła St Bartholomew-the-Great(inne języki)
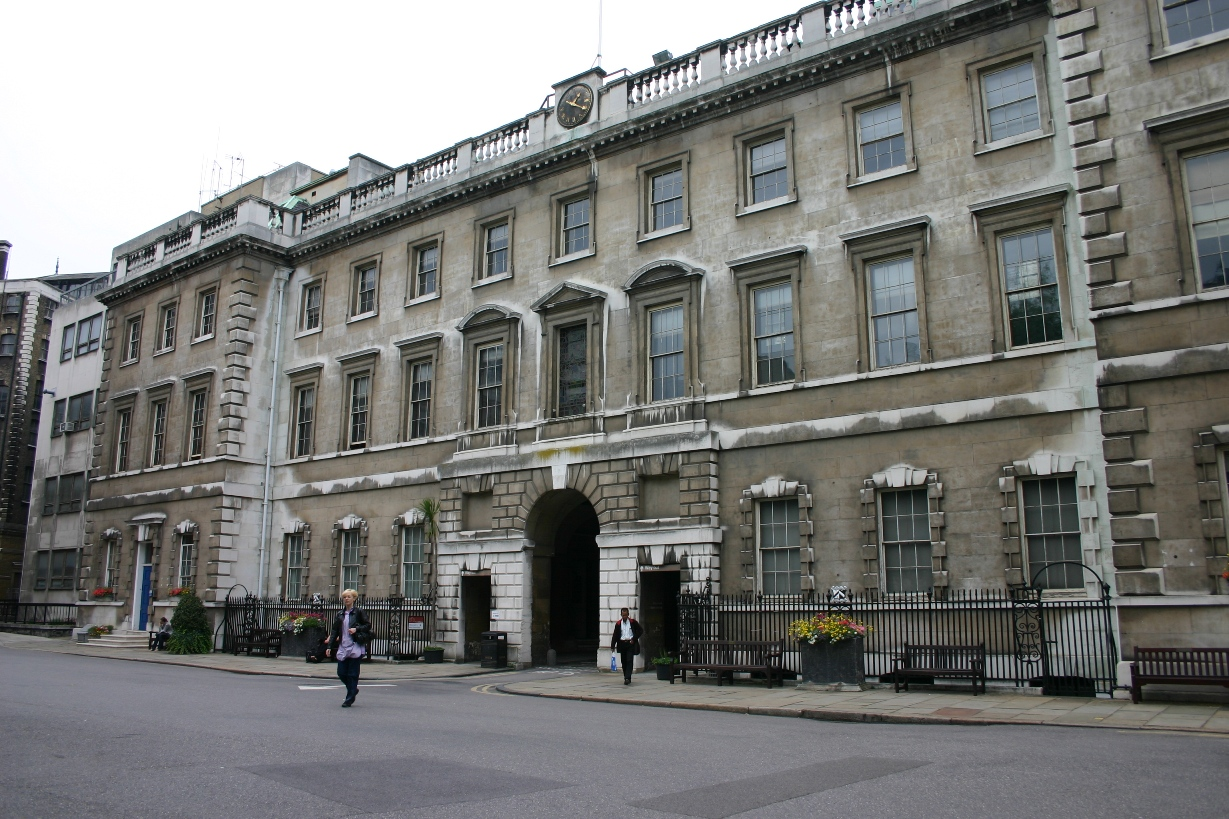
St Bartholomew's Hospital(inne języki)